# Arena Copacabana

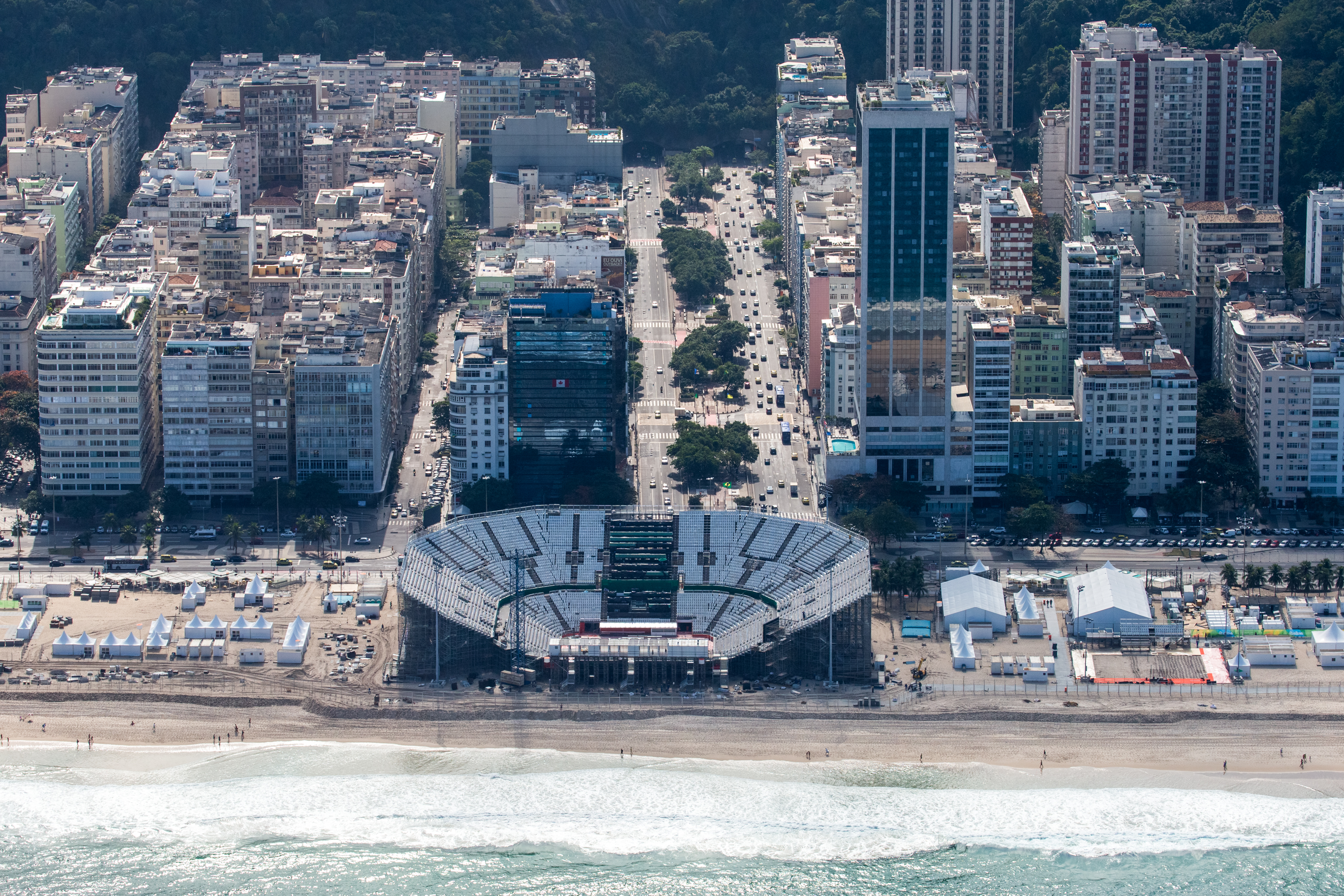
Arena Copacabana em 2016

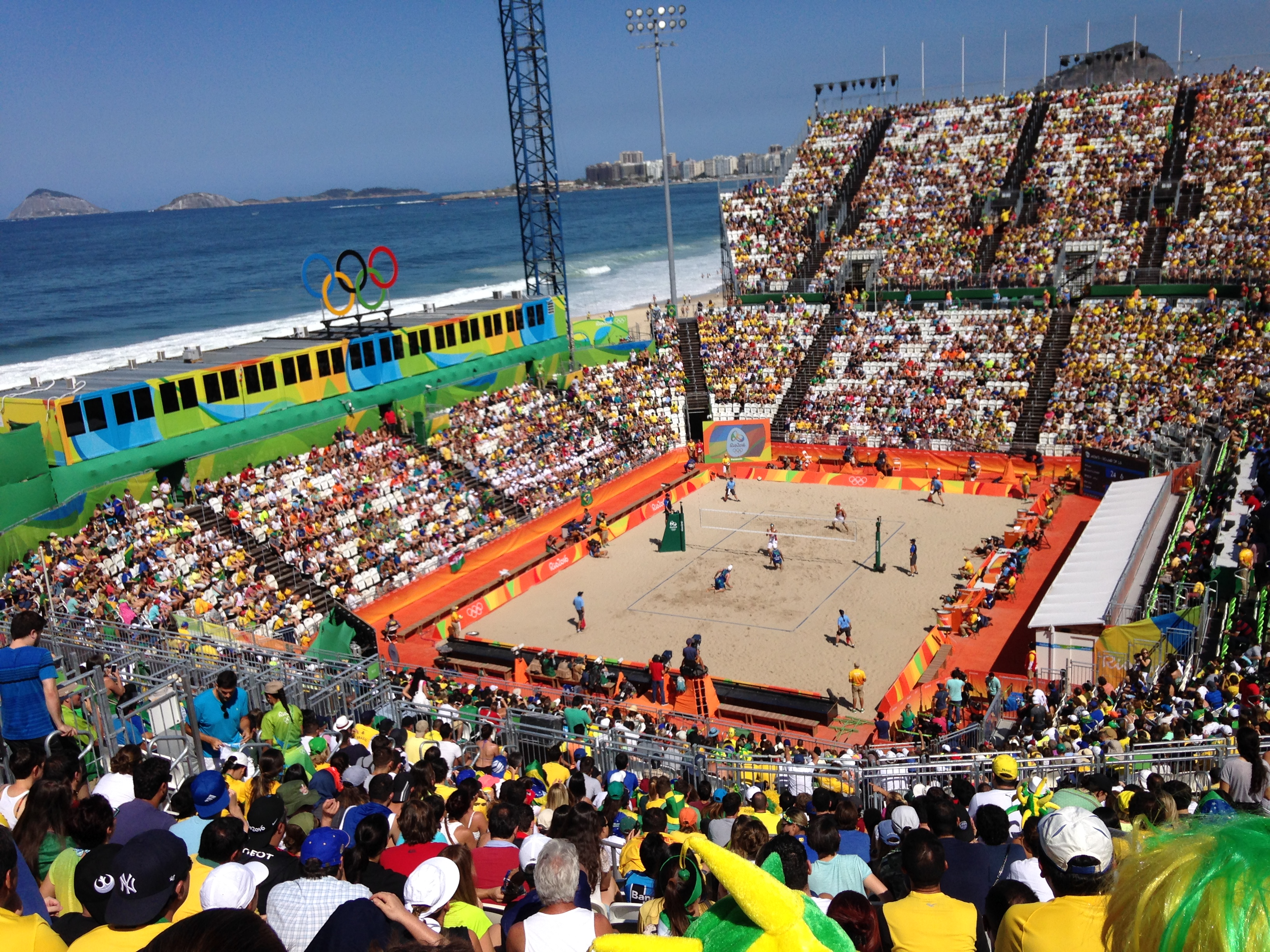
Arena de Vôlei de Praia Rio 2016

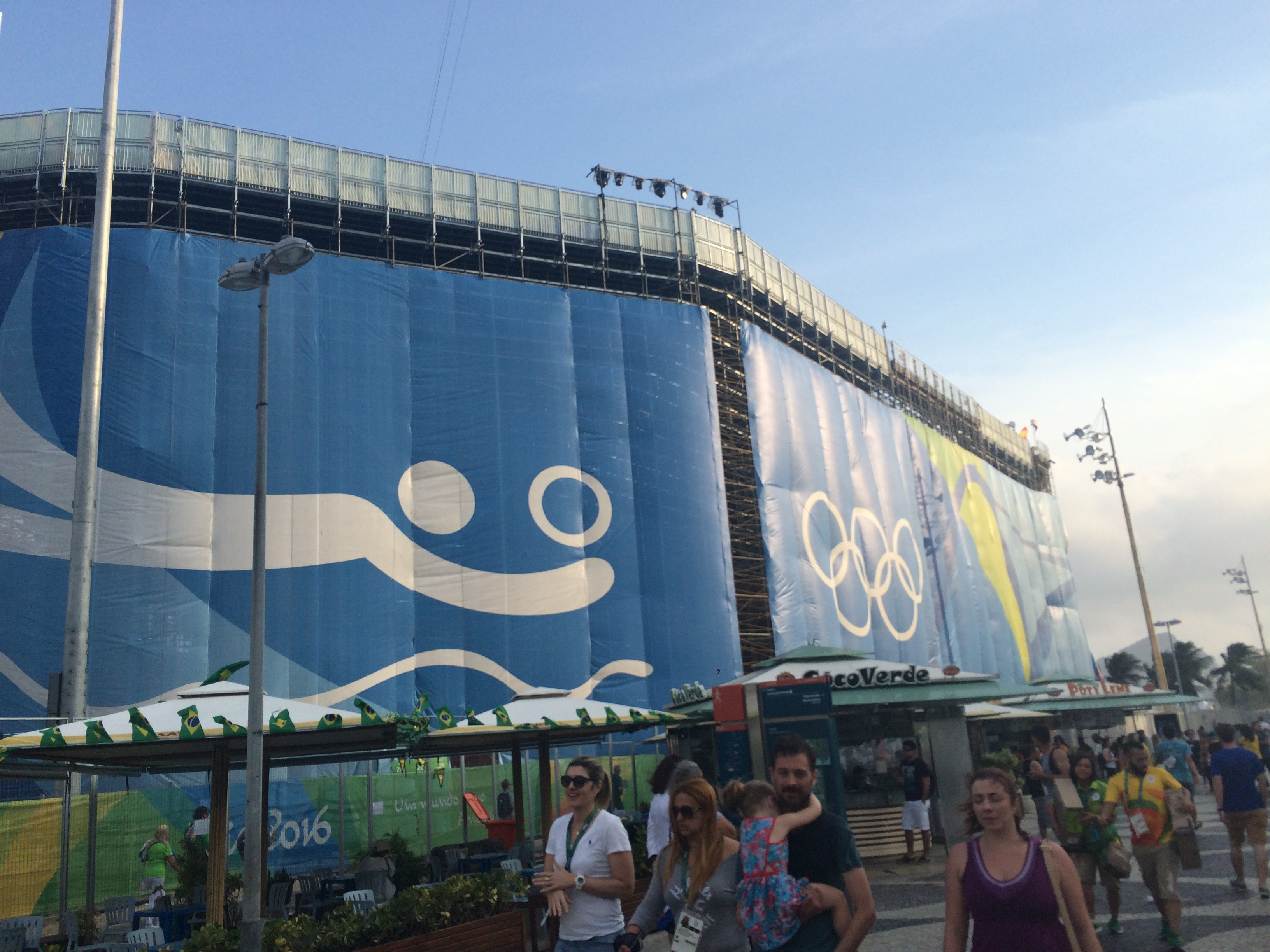
Fachada da Arena

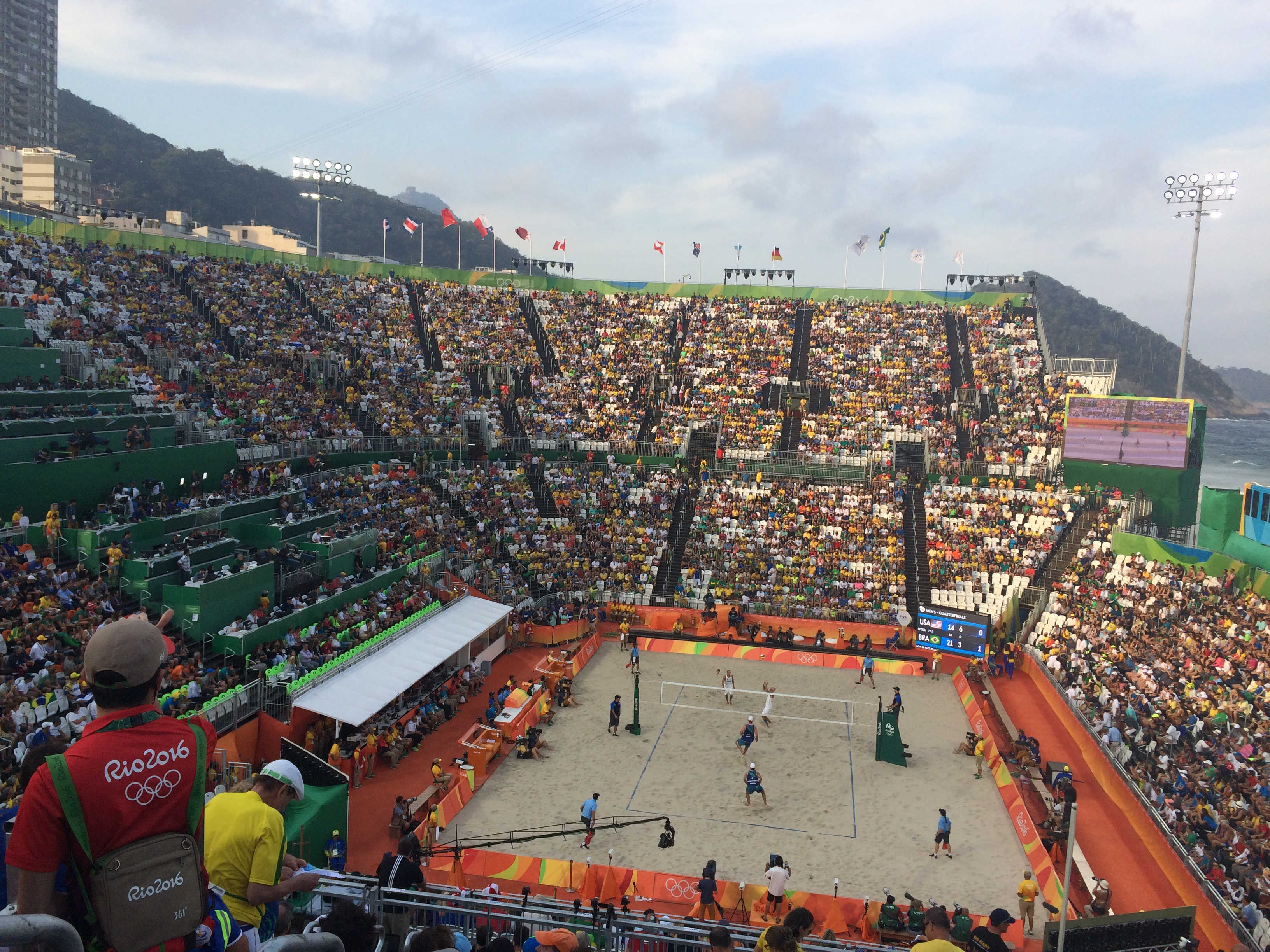
Arena de Volei de Praia

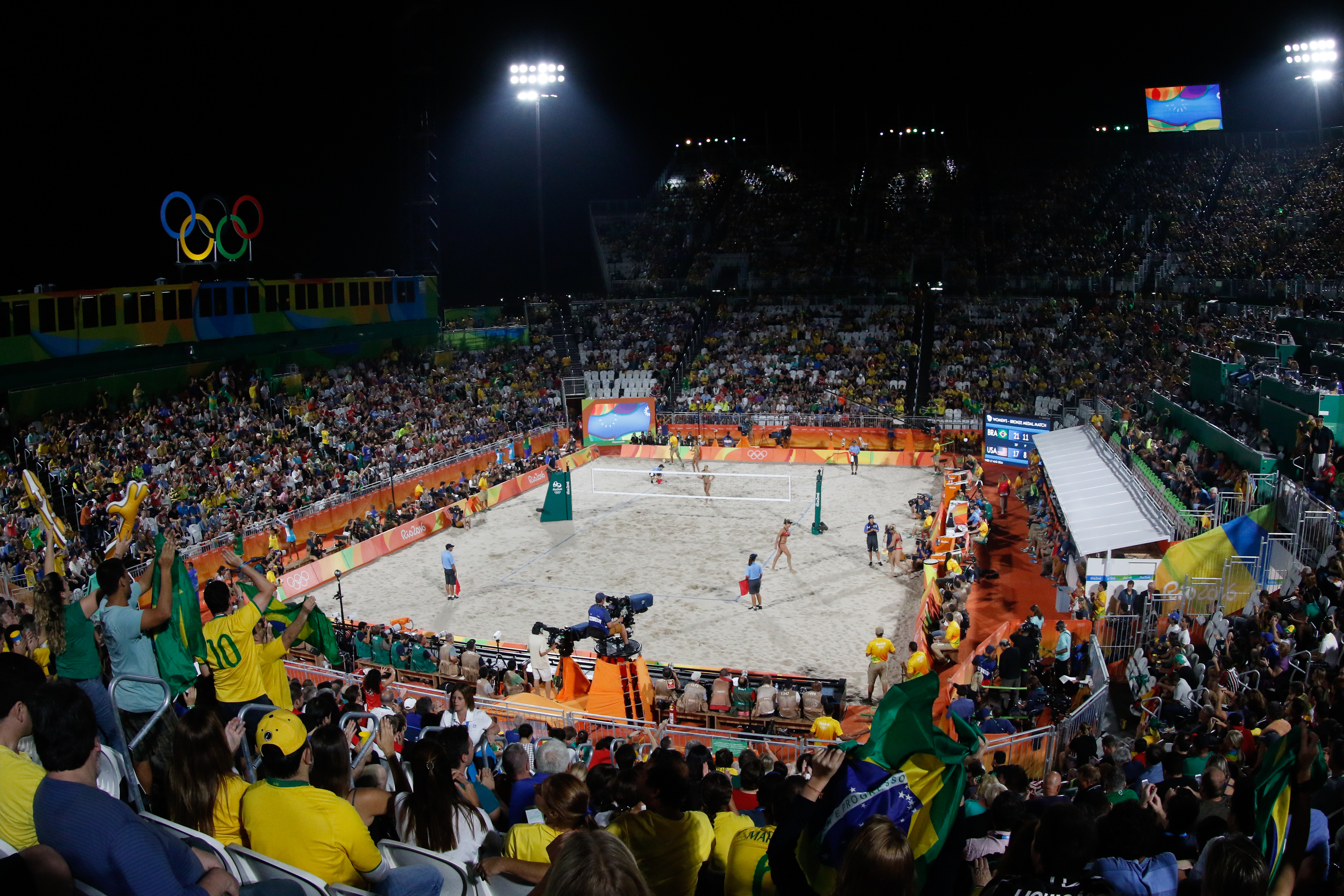
Arena de Vôlei Noturna

Arena Copacabana é uma área móvel que foi construída na praia de Copacabana para a realização das modalidades "Vôlei de praia, Triatlo e Maratona Aquática, nos Jogos Pan-Americanos de 2007, e mantendo-se com a tradição de encenação de acontecimentos esportivos nacionais e internacionais. Para o Triatlo, a natação será realizada na fase final da praia — Posto 6 — o Ciclismo e Racing e os eventos serão realizadas entre Posto 2 e Posto 6. A Maratona de Natação vai utilizar a mesma estrutura do Triatlo. Os jogos Vôlei de praia serão jogados na Arena de Copacabana — Posto 2.
Também Area Copacabana é o nome de toda a estrutura construída na Praia de Copacabana, para receber eventos esportivos como a Copa do Mundo de Futebol de Areia, com capacidade de aproximadamente de 10 mil pessoas, também já recebeu jogos de Vôlei de praia, e outras modalidades que envolvem praia. A estrutura também foi remontada para a realizações de partidas de vôlei de praia dos Jogos Olímpicos de Verão de 2016.
Novamente para os Jogos Olímpicos de Verão de 2016, foi construída temporariamente nas areias da praia de Copacabana para receber as partidas de Vôlei de Praia. A arena tinha capacidade para 12.000 espectadores, com 21 metros de altura e uma área total construída de 62mil metros quadrados de infraestruturas esportivas, incluindo mais 2 quadras de aquecimento além da quadra principal e 4 quadras de treinamento. A instalação esportiva dos jogos olímpicos ocupou uma faixa de 90m de largura por 800m de comprimento da faixa de areia da praia, sendo que foram 100 dias de construção na praia de Copacabana, 13 dias de competição e 45 dias de desmontagem. A instalação durante todos os dias de competição recebeu 408.000 espectadores nacionais e internacionais, e 96 atletas do torneio olímpico de vôlei de praia de variadas nacionalidades. A Arena estava sobre responsabilidade de construção do Comitê Organizador dos Jogos Olímpicos Rio 2016, o projeto foi desenvolvido pela arquiteta do comitê Luísa Xavier e construído em conjunto com o Consórcio Rohr-Fast.

## Acontecimentos
- 28 de abril de 2016 — Início das obras nas areias da Praia de Copacabana. Obra foi feita em fases de ocupação.
- 11 de junho de 2016 — Prefeitura do Rio de Janeiro embargou a obra de construção da Arena. Faltava documentação necessária da Secretaria Municipal do Meio Ambiente.
- 12 de junho de 2016 — Ressaca no mar do Rio de Janeiro atinge área de construção da Arena de Vôlei de Praia. Sem grandes danos a obra.
- 27 de julho de 2016 — Início dos treinos com os atletas nas instalações da Arena.
- 6 de agosto de 2016 — Inicio da competição do Jogos Olímpicos.
- 17 de agosto de 2016 — Final Feminina. (1º Lugar : Alemanha / 2º Lugar: Brasil / 3º Lugar: Estados Unidos)
- 18 de agosto de 2016 — Final Masculina. (1º Lugar : Brasil / 2º Lugar: Itália / 3º Lugar: Holanda)
- 8 de setembro de 2016 — Embargado os trabalhos de desmontagem na Arena.
- 5 de outubro de 2016 — Finalização da desmontagem da Arena de Volei de Praia na praia de Copacabana.